# Équipe de Tunisie de rugby à sept
L'équipe de Tunisie de rugby à sept est la sélection qui représente la Tunisie lors des compétitions internationales de rugby à sept. Elle participe à la coupe du monde, aux séries mondiales masculines de rugby à sept et au championnat d'Afrique.

## Histoire
L'équipe de Tunisie participe à son premier tournoi en 1989 à Hong Kong,.
En 2004, Claude Saurel devient l'entraîneur principal de la sélection tunisienne. L'équipe remporte la division nord du continent et parvient ainsi à se qualifier pour la première fois de son histoire à la coupe du monde. Invitée pour le tournoi d'Afrique du Sud en décembre, la Tunisie bat la France et le pays de Galles en poule et se qualifie ainsi en quart de finale de cup. Lors de la première journée de la coupe du monde, ils réalisent un exploit en battant l'Afrique du Sud (19-12), l'une des meilleures équipes mondiales,. L'équipe termine à la treizième place, battue en quart de finale de plate par le Portugal (21-12).
La Tunisie participe à nouveau à la coupe du monde suivante, en 2009,. Après avoir battu Hong Kong (17-14) en phase de poule, les Tunisiens échouent au même stade, battus par les Tonga (24-7).
En 2012, lors du championnat d'Afrique, la Tunisie termine à la seconde place, perdant la finale face au Zimbabwe (33-12), mais parvenant ainsi à se qualifier pour la coupe du monde 2013. Vainqueur de l'Espagne (26-24) en phase de poule, la Tunisie perd son quart de finale de bowl face à l'Uruguay (12-7).
Pour se qualifier aux premiers Jeux olympiques de la discipline en 2016, la Tunisie dispute le championnat d'Afrique 2015. Battue en demi finale par les favoris kenyans (42-12), la Tunisie parvient à se qualifier pour le tournoi de repêchage se tenant à Monaco en juin 2016. Cependant, les « Aigles de Carthage » ne remportent pas un seul match de poule.
Battue par le Zimbabwe en quart de finale de cup lors du championnat d'Afrique 2017, la Tunisie ne parvient pas à se qualifer pour le mondial 2018. L'année suivante, le championnat continental se dispute à domicile pour la Tunisie, dans la ville de Monastir,. Les Tunisiens échouent au même stade que la saison précédente, en quart de finale, face à l'Ouganda (14-10).

## Palmarès

### Coupe du monde
| 1993  | Non qualifiée            | Non qualifiée | Non qualifiée | Non qualifiée | Non qualifiée | Non qualifiée |
| 1997  | Non qualifiée            | Non qualifiée | Non qualifiée | Non qualifiée | Non qualifiée | Non qualifiée |
| 2001  | Non qualifiée            | Non qualifiée | Non qualifiée | Non qualifiée | Non qualifiée | Non qualifiée |
| 2005  | Quart de finale de plate | 13e           | 6             | 3             | 3             | 0             |
| 2009  | Quart de finale de plate | 13e           | 4             | 1             | 3             | 0             |
| 2013  | Quart de finale de bowl  | 21e           | 4             | 1             | 3             | 0             |
| 2018  | Non qualifiée            | Non qualifiée | Non qualifiée | Non qualifiée | Non qualifiée | Non qualifiée |
| Total | 0 titre                  | 3/7           | 14            | 5             | 9             | 0             |

### Championnat d'Afrique
- Finaliste en 2012.
- Troisième en 2013.

### Championnat arabe
La Tunisie remporte le championnat arabe masculin de rugby à sept (en) en 2022 en Tunisie. Elle est finaliste en 2016 au Maroc et en 2023 aux Émirats arabes unis[réf. nécessaire] et troisième en 2024 en Arabie saoudite.